# Varine
Varine (cyr. Варине) – wieś w Czarnogórze, w gminie Pljevlja. W 2011 roku liczyła 72 mieszkańców.